# Miquel Serra (cantant)
Miquel Serra   (Eivissa, 1975) és un cantant mallorquí.
Viu a Manacor, Mallorca. Format com a enginyer tècnic agrícola, és un reconegut cantautor mallorquí i escriptor incipient. Als 34 anys va autoeditar-se el primer disc, 'Opilions' (2009), inaugurant així una prolífica etapa de creació i publicació de discos amb el segell barceloní, Foehn Records. L'any 2014 va publicar el seu primer llibre, un miscel·lani i l'any 2021 publicà "Pendents que arribin els conqueridors" amb l'editorial Empúries, un recull de contes de ficció i autobiogràfics.

## Discografia
- Opilions (2009)
- Música útil (2010)
- Roses místiques (2013)
- El Perfum dels vegetals (2015)
- La felicitat dels animals (2015)
- L'octau clima (2017)
- Antiga hodomura (2018)[2]
- L'elegància dorm (2019)
- Cançons de Joan Serra (2021)[3]
- Una casa és pànic (2022)
- Las Hayas Arce (2023)[4]
- Consolacions (2025)

## Filmografia
La pel·lícula documental Els ulls que s'aturen de créixer (2018) de Javier G. Lerín, sobre la relació amb el seu germà Joan, va ser guardonat com a Millor Documental Nacional i Premi del Públic del prestigiós l'In-edit Festival, entre altres mencions.

## Llibres
- Formigues vermelles. Ed. Edicions del Despropòsit (2014)
- Pendents que arribin els conqueridors. Ed. Empúries (2021)[7]